# سفارة الصين في فيتنام
سفارة الصين في فيتنام هي أرفع تمثيل دبلوماسي لدولة الصين لدى فيتنام. تقع السفارة في هانوي وهي تهدف لتعزيز المصالح الصينية في فيتنام.

## وصلات خارجية
- الموقع الرسمي
- قائمة سفارات الصين
- قائمة السفارات في فيتنام